# Bailey Noble
Bailey Ann Noble (Bethlehem, 13 ottobre 1990) è un'attrice statunitense.

## Biografia
Nata a Bethlehem (Pennsylvania), è la più giovane delle due figlie di Lynn e John Noble. Ha studiato presso la Saucon Valley High School, dove si diplomata nel 2009. Per un anno ha studiato teatro musicale alla DeSales University, prima di trasferirsi a Los Angeles per intraprendere la carriera d'attrice. Aveva già debuttato come attrice, all'età di dieci anni, con un piccolo ruolo nel film Just for the Time Being.
Partecipa a varie produzioni televisive, fino ad ottenere visibilità grazie al ruolo della mezza-fata Adilyn Bellefleur nella serie televisiva True Blood. La Noble ha partecipato alla sesta stagione di True Blood in veste di guest star per poi essere promossa a regular nella settima stagione.

## Filmografia

### Cinema
- Just for the Time Being, regia di Gil Brenton (2000)
- Martyrs, regia di Kevin Goetz e Michael Goetz (2015)
- Hard Sell, regia di Sean Nalaboff (2016)
- The Good Neighbor, regia di Kasra Farahani (2016)
- Summer of 8, regia di Ryan Schwartz (2016)
- Una vita in fuga (Flag Day), regia di Sean Penn (2021)

### Televisione
- Off the Map – serie TV, 1 episodio (2011)
- First Day – serie TV, 6 episodi (2011)
- Secret Diary of an American Cheerleader – serie TV, 5 episodi (2012)
- All the Wrong Notes – serie TV, 2 episodi (2012)
- The Ropes – serie TV, 1 episodio (2012)
- Glee – serie TV, 1 episodio (2012)
- Malibu Country – serie TV, 1 episodio (2013)
- 90210 – serie TV, 1 episodio (2013)
- True Blood – serie TV, 17 episodi (2013-2014)
- Lucifer – serie TV, 1 episodio (2016)
- Timeless – serie TV, 2 episodi (2016-2017)
- Criminal Minds - serie TV, episodio 15x08 (2020)

### Videoclip
- Weekend dei Priory (2014)

## Doppiatrici italiane
Nelle versioni in italiano delle opere in cui ha recitato, Bailey Noble è stata doppiata da:
- Simona Chirizzi in The Good Neighbor - Sotto controllo
- Gemma Donati ne L'ultimo tycoon
- Mattea Serpelloni in Criminal Minds